# Championnat d'Autriche de football 1958-1959
Navigation
Saison précédente Saison suivante
La saison 1958-1959 du Championnat d'Autriche de football était la 48e édition du championnat de première division en Autriche. La Staatsliga A regroupe les 14 meilleurs clubs du pays au sein d'une poule unique où ils s'affrontent deux fois au cours de la saison, à domicile et à l'extérieur. À la fin de la saison, les 2 derniers du classement sont relégués et remplacés par les 2 meilleurs clubs de Staatsliga B, la deuxième division autrichienne.
C'est le Wiener Sport-Club, tenant du titre, qui remporte à nouveau le championnat en terminant -invaincu- en tête du classement final, avec 2 points d'avance sur le SK Rapid Vienne et... 14 sur le First Vienna FC. C'est le 3e titre de champion d'Autriche de l'histoire du club.

## Les 14 clubs participants
| - Wiener Sport-Club - SK Rapid Vienne - Wacker AC - First Vienna FC - 1. Simmeringer SC - Kapfenberger SV - Wiener AC | - Linzer ASK - Promu de Staatsliga B - SK Admira Vienne - Kremser SC - FK Austria Vienne - Grazer AK - WSV Donawitz - Promu de Staatsliga B - Olympia Stadlau |

## Compétition

### Classement
Le barème utilisé pour établir le classement est le suivant :
- Victoire : 2 points
- Match nul : 1 point
- Défaite : 0 point

| Rang | Équipe              | Pts | J  | G  | N | P  | Bp  | Bc  | Diff |
| ---- | ------------------- | --- | -- | -- | - | -- | --- | --- | ---- |
| 1    | Wiener Sport-Club T | 46  | 26 | 20 | 6 | 0  | 104 | 35  | +69  |
| 2    | SK Rapid Vienne     | 44  | 26 | 21 | 2 | 3  | 102 | 29  | +73  |
| 3    | First Vienna FC     | 32  | 26 | 13 | 6 | 7  | 63  | 41  | +22  |
| 4    | FK Austria Vienne   | 31  | 26 | 12 | 7 | 7  | 63  | 47  | +16  |
| 5    | Wiener AC C         | 30  | 26 | 12 | 6 | 8  | 56  | 45  | +11  |
| 6    | 1. Simmeringer SC   | 26  | 26 | 10 | 6 | 10 | 63  | 58  | +5   |
| 7    | Grazer AK           | 25  | 26 | 11 | 3 | 12 | 46  | 61  | -15  |
| 8    | Wacker AC           | 23  | 26 | 10 | 3 | 13 | 57  | 61  | -4   |
| 9    | Kremser SC          | 22  | 26 | 8  | 6 | 12 | 49  | 51  | -2   |
| 10   | WSV Donawitz P      | 21  | 26 | 9  | 3 | 14 | 63  | 91  | -28  |
| 11   | Linzer ASK P        | 21  | 26 | 9  | 3 | 14 | 46  | 68  | -22  |
| 12   | SK Admira Vienne    | 19  | 26 | 8  | 3 | 15 | 55  | 63  | -8   |
| 13   | Kapfenberger SV     | 16  | 26 | 5  | 6 | 15 | 32  | 68  | -36  |
| 14   | Olympia Stadlau     | 8   | 26 | 2  | 4 | 20 | 25  | 106 | -81  |

|  | Qualification pour la Coupe des clubs champions 1959-1960 et pour la Coupe Mitropa 1959 |
|  | Qualification pour la Coupe Mitropa 1959                                                |
|  | Relégation directe en Staatsliga B                                                      |
|  | T Tenant du titre C Vainqueur de la Coupe d'Autriche P Promu de Staatsliga B            |

## Bilan de la saison
| Championnat d'Autriche de football 1958-1959 |                              |
| Champion                                     | Wiener Sport-Club (3e titre) |
| Coupes et trophées                           |                              |
| Vainqueur de la Coupe d'Autriche 1958-1959   | Wiener AC                    |
| Qualifications continentales                 |                              |
| Coupe d'Europe des clubs champions 1959-1960 | Wiener Sport-Club            |
| Coupe Mitropa 1959                           | Wiener Sport-Club            |
| Coupe Mitropa 1959                           | First Vienna FC              |
| Promotions et relégations                    |                              |
| Promus en Staatsliga A                       | SV Austria Salzbourg         |
| Promus en Staatsliga A                       | 1. Wiener Neustädter SC      |
| Relégués en Staatsliga B                     | Kapfenberger SV              |
| Relégués en Staatsliga B                     | Olympia Stadlau              |